# امشغيب (لودر)

تعديل مصدري - تعديل

امشغيب هي إحدى قرى عزلة زارة بمديرية لودر التابعة لمحافظة أبين، بلغ تعداد سكانها 63 نسمة حسب تعداد اليمن لعام 2004.